# 鍾傳
鍾傳（854年—906年），唐末豫章人。
少年不事耕種，好射獵，一日喝醉酒又遇虎，與虎搏鬥。虎搏其肩，而鍾傳也抓住虎不放，直到有另一人來搭救，把虎斬殺了。鍾傳富貴之後，很後悔，誡諸子說：“士處世尚智與謀，勿效我暴虎也。”還畫一幅“搏虎狀”以示子孫。在王仙芝之亂時奪得撫州，882年，取代江西觀察使高茂卿，入據洪州，擔任鎮南軍節度使，後來封為南平王。割據江西近三十年。
钟传妻为卢肇次女。钟传有女嫁武安军节度使马殷嫡长子马希振。钟传死后，子钟匡时继立。钟传曾收上蓝院僧人为养子，取名钟延规（一作钟延圭），补江州刺史。钟延规为自己不得继立怀恨，投降淮南节度使杨渥。杨渥灭钟匡时，并其地。钟传第二十子钟匡范奉母奔吴越。

## 延伸阅读
[在维基数据编辑]
 《新唐書/卷190》，出自《新唐書》
 《舊五代史·卷17》，出自薛居正《舊五代史》
 《新五代史·卷41》，出自歐陽修《新五代史》